# Giovani Casillas
Giovani Daniel Casillas Chávez (ur. 4 stycznia 1994 w Guadalajarze) – meksykański piłkarz występujący na pozycji lewego skrzydłowego.

## Początki
Casillas pochodzi z miasta Guadalajara, stolicy stanu Jalisco. Jest synem Salvadora Casillasa Martíneza, przyjaźni się z innym meksykańskim piłkarzem – Carlosem Fierro, z którym się wychowywał i którego nazywa "przybranym bratem".
W wieku czterech lat Casillas zaczął trenować w jednej z ekip juniorskich drużyny Club Atlas, o nazwie Atlas Tlaquepaque, gdzie uczęszczał na zajęcia z kolegami o dwa lata staszymi. Tam spędził dwa sezony, będąc najlepszym strzelcem zespołu, jednak musiał opuścić Atlas ze względu na zbyt młody wiek. Wówczas za pośrednictwem szkoleniowca Efraína Floresa trafił do akademii młodzieżowej lokalnego rywala Atlasu – klubu Chivas de Guadalajara. Tam jego pierwszym trenerem został Corazein Pardo. W letnim okienku transferowym w 2009 roku Casillas był bliski przejścia do Realu Madryt, lecz przeszkodą dla transferu okazała się zmiana przepisów FIFA dotycząca zatrudniania niepełnoletnich piłkarzy. W grudniu 2010 zainteresowanie zawodnikiem przejawiał natomiast angielski Arsenal FC.

## Kariera klubowa
Do treningów drużyny seniorów Casillas został włączony w wieku siedemnastu lat przez szkoleniowca José Luisa Reala, który dał mu także rozegrać premierowy mecz w pierwszym zespole; 28 lipca 2011 w przegranym 0:1 spotkaniu z włoskim Juventusem, wchodzącym w skład towarzyskiego, przedsezonowego turnieju World Football Challenge. Sześć dni później młody skrzydłowy strzelił pierwszego gola w seniorskiej karierze – w wygranym 4:1 sparingu z FC Barcelona, w tych samych rozgrywkach.
Casillas w meksykańskiej Primera División zadebiutował 6 sierpnia 2011 w zremisowanym 0:0 domowym spotkaniu z Pumas UNAM, zmieniając w 82. minucie Jesúsa Sáncheza. Kilka dni później doznał jednak kontuzji łąkotki bocznej i musiał przejść operację, przez co do końca swojego premierowego sezonu Apertura 2011 nie rozegrał już ani jednego meczu. W 2012 roku wystąpił w pierwszym międzynarodowym turnieju w karierze – Copa Libertadores, rozgrywając w nim cztery mecze, z czego trzy jako rezerwowy, bez zdobyczy bramkowej, zaś ekipa Chivas odpadła z tej edycji Pucharu Wyzwolicieli już w fazie grupowej.
W lutym 2013 Casillas, wraz z kolegami klubowymi Edgarem Mejíą oraz Mario de Luną, udał się na wypożyczenie do satelickiego zespołu Chivas – amerykańskiego Chivas USA, prowadzonego przez meksykańskiego szkoleniowca José Luisa Sáncheza Solę. W Major League Soccer zadebiutował 2 marca 2013 w przegranym 0:3 meczu z Columbus Crew, schodząc z boiska w przerwie meczu; na placu gry zastąpił go Miller Bolaños. Pierwszą bramkę strzelił już w kolejnym spotkaniu, w doliczonym czasie rozegranej 10 marca w konfrontacji z FC Dallas (3:1). Nie potrafił sobie jednak wywalczyć miejsca w wyjściowym składzie Chivas USA i pełnił niemal wyłącznie rolę rezerwowego, występując w pięciu ligowych meczach. Po upływie pół roku powrócił do swojego macierzystego klubu.
W styczniu 2014 Casillas został wypożyczony po raz kolejny, tym razem na rok do klubu Chiapas FC z miasta Tuxtla Gutiérrez. W drużynie prowadzonej przez Sergio Bueno zadebiutował 4 stycznia w zremisowanym 1:1 ligowym meczu z Veracruz, kiedy to pojawił się na boisku w 75. minucie w miejsce Williama Paredesa. Mimo treningów z pierwszym zespołem nie potrafił się przebić do składu – w barwach Chiapas zanotował wyłącznie dwa ligowe występy w roli rezerwowego, sporadycznie znajdując się w kadrze meczowej. Regularnie występował natomiast w klubowej drużynie do lat dwudziestu, do której został przesunięty na stałe po upływie półrocza spędzonego w Chiapas. Poza tym rozegrał także dziesięć meczów w pierwszej drużynie w ramach traktowanych drugorzędnie rozgrywek krajowego pucharu.
W styczniu 2015 Casillas, razem ze swoim kolegą klubowym Ángelem Zaldívarem, udał się na wypożyczenie do drugoligowego zespołu Deportivo Tepic. Zadebiutował w nim 10 stycznia, kiedy to w zremisowanym 1:1 pojedynku ligowym z Zacatepec w 60. minucie zmienił Luisa Solorio, zaś jedynego gola strzelił 27 stycznia w wygranej 3:0 konfrontacji krajowego pucharu z Universidadem de Guadalajara. Ogółem w ekipie prowadzonej przez Mauro Camoranesiego występował przez pół roku bez większych sukcesów, nie potrafiąc wywalczyć sobie miejsca w składzie – zanotował zaledwie po pięć występów w lidze i pucharze Meksyku.
Bezpośrednio po powrocie do Chivas Casillas został wystawiony na listę transferową, jednak ostatecznie pozostał w zespole, nie mogąc znaleźć nowego pracodawcy. Mimo treningów z pierwszym zespołem podczas okresu przygotowawczego, został przydzielony do rezerw klubu, występujących w trzeciej lidze meksykańskiej.

## Kariera reprezentacyjna
Swoją karierę reprezentacyjną Casillas rozpoczynał w meksykańskiej kadrze do lat piętnastu, z którą w 2008 roku wziął udział w kilku międzynarodowych turniejach – zdobył trzy gole w barcelońskim Torneo MIC, natomiast w Torneo Santa Orosia w ośmiu spotkaniach wpisał się na listę strzelców jedenastokrotnie, razem z Meksykiem triumfował w rozgrywkach i został wybrany najlepszym zawodnikiem imprezy. Łącznie w kategorii wiekowej U-15 w ciągu dwóch lat wystąpił w 58 meczach, pełniąc przeważnie rolę kapitana kadry narodowej.
W czerwcu 2011 Casillas został powołany przez szkoleniowca Raúla Gutiérreza do reprezentacji Meksyku U-17 na Mistrzostwa Świata U-17 w Meksyku. Podczas tego turnieju był jednym z najważniejszych graczy swojej kadry i wystąpił we wszystkich możliwych siedmiu spotkaniach, jednak aż w pięciu z nich jako rezerwowy. Zdobył także trzy gole – wpisał się na listę strzelców w grupowych meczach z Koreą Północną (3:1) i Holandią (3:2), a także w rozgrywanym na Estadio Azteca finale z Urugwajem (2:0), kiedy to ustalił wynik spotkania w ostatniej minucie. Meksykanie, pełniący wówczas rolę gospodarzy, wywalczyli natomiast tytuł juniorskich mistrzów świata.
W późniejszym czasie Casillas kilkukrotnie brał udział w obozach przygotowawczych reprezentacji Meksyku U-23 prowadzonej przez Raúla Gutiérreza, jednak nie znalazł się w jej składzie na żaden oficjalny turniej.

## Statystyki kariery

### Klubowe
| Guadalajara | 2011–2012 | Meksyk            | Liga MX    | 7  | 0 | —— | —— | CL | 4  | 0  | 11 | 0 |
| Guadalajara | 2012–2013 | Meksyk            | Liga MX    | 0  | 0 | —— | —— | —— | —— | —— | 0  | 0 |
| Chivas USA  | 2013      | Stany Zjednoczone | MLS        | 5  | 1 | 1  | 0  | —— | —— | —— | 6  | 1 |
| Guadalajara | 2013–2014 | Meksyk            | Liga MX    | 1  | 0 | 2  | 0  | —— | —— | —— | 3  | 0 |
| Chiapas     | 2013–2014 | Meksyk            | Liga MX    | 2  | 0 | 4  | 0  | —— | —— | —— | 6  | 0 |
| Chiapas     | 2014–2015 | Meksyk            | Liga MX    | 0  | 0 | 6  | 0  | —— | —— | —— | 6  | 0 |
| Tepic       | 2014–2015 | Meksyk            | Ascenso MX | 5  | 0 | 5  | 1  | —— | —— | —— | 10 | 1 |
| Guadalajara | 2015–2016 | Meksyk            | Liga MX    | 0  | 0 | 0  | 0  | —— | —— | —— | 0  | 0 |
| Meksyk      | Meksyk    | Meksyk            | Meksyk     | 15 | 0 | 17 | 1  | CL | 4  | 0  | 36 | 1 |
| USA         | USA       | USA               | USA        | 5  | 1 | 1  | 0  | —— | —— | —— | 6  | 1 |
| Ogółem      | Ogółem    | Ogółem            | Ogółem     | 20 | 1 | 18 | 1  | CL | 4  | 0  | 42 | 2 |

Legenda:
- CL – Copa Libertadores